# Antonietta Di Martino
Antonietta Di Martino (Cava de' Tirreni, 1 juni 1978) is een Italiaanse oud-atlete, die zich later specialiseerde in het hoogspringen, maar in het begin van haar atletiekcarrière vooral ook actief was op de zevenkamp. In 2011 werd zij Europees indoorkampioene hoogspringen.

## Biografie

### Eerste internationale resultaten
Di Martino trad voor het eerst voor het internationale voetlicht in 2001, toen zij deelnam aan het hoogspringen op de wereldkampioenschappen in Edmonton. Ze werd er met een sprong van 1,85 m twaalfde. Diezelfde hoogte bereikte ze enkele weken later op de universiade in Peking. Vervolgens duurde het vijf jaar, voordat ze internationaal opnieuw op de voorgrond trad. In 2006 werd ze met 1,96 vijfde op de wereldindoorkampioenschappen in Moskou, later dat gevolgd door een tiende plaats met 1,92 op de Europese kampioenschappen in Göteborg.

### Barrière geslecht
In 2007 sprong ze voor de eerste maal over de 2 meter tijdens indoorwedstrijden in Banská Bystrica en brak hiermee het bestaande Italiaanse record van 1,98. Vervolgens behaalde ze haar eerste medaille tijdens een groot internationaal kampioenschap: een zilveren medaille op de Europese indoorkampioenschappen van 2007 in Birmingham.
Enkele maanden later bleek zij ook op de buitenbanen in staat te zijn om de 2 meterbarrière te slechten, want al snel overbrugde zij 2,02, alweer een Italiaans record. En op 24 juni verbeterde zij dit andermaal door bij de First League landencompetitiewedstrijd in Milaan zelfs over 2,03 te springen, op dat moment de op een na beste jaarprestatie. Prompt bombardeerde Di Martino zichzelf hiermee tot een van de grote kanshebsters op eremetaal tijdens de WK in Osaka. Die rol maakte de Italiaanse helemaal waar: na een felle strijd met Blanka Vlašić behaalde Antonietta Di Martino met opnieuw een sprong over 2,03 de zilveren medaille.
De 2,03 van Di Martino betekent bij de vrouwen bovendien een officieus wereldrecord voor wat betreft het overtreffen van de eigen lichaamslengte (34 cm).

### Europees indoorkampioene
Aan het begin van 2011 rook Antonietta Di Martino haar kans op de EK indoor in Parijs. Zowel Blanka Vlašić, de Zweedse Emma Green als de Duitse Ariane Friedrich, de nummers één, twee en drie van de Europese kampioenschappen van 2010, hadden om uiteenlopende redenen het indoorseizoen aan zich voorbij laten gaan, terwijl de Italiaanse juist in grootse vorm verkeerde, getuige haar PR-prestatie van 2,04, begin februari gesprongen in Banská Bystrica. Met beide handen greep Di Martino die kans en met een sprong over 2,01, haar op een na beste indoorsprong ooit, verzekerde zij zich van de gouden medaille. Met haar 32 jaar is Di Martino hiermee gelijk de oudste hoogspringster, die ooit op een EK indoor met de hoogste eer is gaan strijken.

### Afscheid
Na een ernstige knieblessure, die zij in april 2012 opliep en waarvan de ernst aanvankelijk werd onderschat, waardoor zij pas enkele dagen voordat het hoogspringen op de Olympische Spelen in Londen van start ging, hieraan werd geopereerd, kwam Antonietta Di Martino in de jaren die volgden niet meer in actie. Haar echtgenoot en trainer Massimiliano Di Matteo beschuldigde de Italiaanse Atletiek Federatie (FIDAL) er nadien in een interview van, dat zij de ernst van de blessure hadden onderschat en er niet in waren geslaagd om de juiste zorg en hersteltijd te bieden aan een atlete die zoveel had betekend voor de atletieksport in Italië. Uiteindelijk kondigde Di Martino in juni 2015 aan, dat zij haar atletiekcarrière had beëindigd.

## Titels
- Europees indoorkampioene hoogspringen – 2011
- Italiaans kampioene hoogspringen – 2000, 2001, 2006, 2007, 2008, 2010
- Italiaans indoorkampioene hoogspringen – 2003, 2006, 2007, 2009

## Persoonlijke records
Outdoor
| Onderdeel    | Prestatie   | Datum        | Plaats   |
| ------------ | ----------- | ------------ | -------- |
| 800 m        | 2.24,21     | 1 juli 2001  | Arles    |
| 100 m horden | 14,11 s     | 30 juni 2001 | Arles    |
| hoogspringen | 2,03 m (NR) | 24 juni 2007 | Milaan   |
| verspringen  | 5,60 m      |              |          |
| kogelstoten  | 11,74 m     |              |          |
| speerwerpen  | 46,64 m     | 1 juli 2001  | Arles    |
| zevenkamp    | 5542 p      | 27 mei 2001  | Macerata |

Indoor
| Onderdeel    | Prestatie   | Datum           | Plaats          |
| ------------ | ----------- | --------------- | --------------- |
| hoogspringen | 2,04 m (NR) | 9 februari 2011 | Banská Bystrica |
| vijfkamp     | 3980 p      | 21 januari 2001 | Genua           |

## Palmares

### hoogspringen
Kampioenschappen
- 2000:  Italiaanse kamp. – 1,84 m
- 2001:  Italiaanse kamp. – 1,94 m
- 2001: 12e WK – 1,85 m
- 2003:  Italiaanse indoorkamp. – 1,93 m
- 2005: 5e Europacup – 1,89 m
- 2006:  Italiaanse indoorkamp. – 1,91 m
- 2006: 5e WK indoor – 1,96 m
- 2006:  Italiaanse kamp. – 1,91 m
- 2006:  Europacup – 1,92 m
- 2006: 10e EK – 1,92 m
- 2007:  Italiaanse indoorkamp. – 1,95 m
- 2007:  EK indoor – 1,96 m
- 2007:  Italiaanse kamp. – 1,91 m
- 2007:  WK – 2,03 m
- 2007:  Wereldatletiekfinale – 1,97 m
- 2008: 4e Europa Indoorcup – 1,92 m
- 2008:  Italiaanse kamp. – 1,93 m
- 2008: 10e OS – 1,93 m
- 2009:  Italiaanse indoorkamp. – 1,96 m
- 2009:  Middellandse Zeespelen – 1,97 m
- 2009:  Europese Teamkamp. – 2,00 m
- 2009: 4e WK – 1,99 m
- 2009:  Wereldatletiekfinale – 1,97 m
- 2010:  Italiaanse kamp. – 2,01 m
- 2011:  EK indoor – 2,01 m
- 2011:  WK – 2,00 m
- 2012:  WK indoor – 1,95 m

Golden League-podiumplaatsen
- 2009:  Golden Gala – 2,00 m
- 2009:  Meeting Areva – 1,97 m

Diamond League-podiumplaatsen
- 2010:  Memorial Van Damme – 1,98 m